# Nová Dedina (district de Levice)
Pour les articles homonymes, voir Nová Dědina.
Nová Dedina (en allemand : Neudorf bei Lewenz ; en hongrois : Garamújfalu) est un village du district de Levice, dans la région de Nitra, en Slovaquie.

## Histoire
La première mention écrite du village date de 1075.

## Démographie

### Évolution de la population
| Année:               | 1994. | 2004.   | 2014.   | 2024.   |
| -------------------- | ----- | ------- | ------- | ------- |
| Nombre de personnes: | 1588  | 1540    | 1524    | 1455    |
| Différence:          |       | -3,02 % | -1,03 % | -4,52 % |

| Année:               | 2023. | 2024.   |
| -------------------- | ----- | ------- |
| Nombre de personnes: | 1452  | 1455    |
| Différence:          |       | +0,20 % |